# Резолюция Совета Безопасности ООН 1044
Резолюция Совета Безопасности ООН 1044 — резолюция Совета Безопасности ООН, принятая 31 января 1996 года после покушения на президента Египта Хосни Мубарака на саммите Организации африканского единства (ОАЕ) в столице Эфиопии Аддис-Абебе. 26 июня 1995 года Совет Безопасности ООН наложил авиационные санкции на правительство Судана после того, как оно не выполнило просьбы ОАЕ об экстрадиции в Эфиопию подозреваемых в покушении, которые укрывались на территории Судана.

## Содержание
В преамбуле резолюции говорилось об обеспокоенности международным терроризмом, который стал причиной гибели ни в чём не повинных людей, ухудшил международные отношения между несколькими странами и поставил под угрозу их безопасность. В ней подчеркивалось, что необходимо укреплять международное сотрудничество в принятии мер по предотвращению, борьбе и ликвидации всех форм терроризма. Совет Безопасности ООН отметил, что ранее ОАЕ считала нападение направленным не только на Мобарака, но и на суверенитет Эфиопии и Африки в целом. В резолюции было отмечено, что у ООН вызывает сожаление тот факт, что Судан не выполнил просьбы ОАЕ об экстрадиции подозреваемых.
Совет Безопасности осудил попытку убийства президента Египта и выразил сожаление по поводу нарушения суверенитета Эфиопии и попытки нарушить мир и безопасность в этой стране и в регионе в целом. Приветствовались усилия Эфиопии по решению этой проблемы на двустороннем и региональном уровнях, а Судану было предложено экстрадировать трех подозреваемых в Эфиопию в соответствии с Договором о выдаче 1964 года между обеими странами, а также не поддерживать формы терроризма или укрывать подозреваемых в терроризме на своей территории.
К международному сообществу был обращен призыв побудить Судан положительно откликнуться на просьбы ОАЕ, а Генеральному секретарю ООН Бутросу Бутросу-Гали было предложено сообщить Совету Безопасности о ситуации по истечении срока в 60 дней.

## Голосование
Резолюция была поддержана всеми пятнадцатью членами Совета Безопасности.
После того, как Судан отказался выполнять требования данной резолюции, в дальнейшем были приняты резолюции Совета Безопасности ООН 1054 и 1070.